# Jenő Barcsay
Jenő Barcsay (ur. 14 stycznia 1900 w Katonie, zm. 2 kwietnia 1988) – węgierski malarz.
Urodził się w rodzinie arystokratów pochodzących z Siedmiogrodu. W 1919 roku przeprowadził się do Budapesztu, gdzie rozpoczął studia w Akademii Sztuk Pięknych, studia ukończył w 1924. W 1926 spędził wakacje w Makó, gdzie namalował wiele obrazów przedstawiających lokalną przyrodę i krajobrazy. Pod koniec 1926 wyjechał do Paryża, gdzie poznał paryską bohemę artystyczną, odkrył wiele dzieł Paula Cézanna, które wywarły znaczący wpływ na jego późniejsze dzieła.
W 1927 odbył podróż do Włoch, gdzie studiował Quattrocento oraz artystów okresu renesansu, a także nabył wiedzę na temat anatomii. Po powrocie z Italii zamieszkał w Szentendre. W 1929 wyjechał ponownie do Paryża, aby zgłębić tajniki rozwijającego się kubizmu. W 1931 został nauczycielem sztuki w Szentendre, a w 1945 został profesorem budapeszteńskiej Akademii Sztuk Pięknych, gdzie malował obrazy, a także szkicował figury anatomiczne. Po 20 latach pracy na rzecz akademii przeszedł na emeryturę.
Zmarł w 1988 w Budapeszcie w wieku 88 lat.